# Matej Mavrič
Matej Mavrič (nascut el 29 de gener de 1979 a Koper) és un futbolista eslovè, que actualment juga al SV Kapfenberg.

## Trajectòria
Els seus clubs anteriors inclouen NK Piran, NK Primorje i NK Gorica (tots eslovens).
El 2005 va guanyar la copa noruega amb el Molde FK, però va ser cedit al club alemany TuS Koblenz al gener de 2007 amb una opció de compra, que el club de l'oest d'Alemanya fa fer efectiva el juliol del mateix any. El defensor va deixar el 31 de maig de 2010 el TuS Koblenz i va signar amb el club Àustria SV Kapfenberg un contracte de tres anys.

## Títols

### NK Primorje
- Copa eslovena:

- Finalista: 1997-98

### ND Gorica
- Lliga eslovena: 2003-04

- Finalista: 1999-00

- Copa eslovena: 2000-01, 2001-02

### Molde FK
- Copa noruega: 2005